# Holme Sogn
Holme Sogn er et sogn i Århus Søndre Provsti (Århus Stift).
I 1800-tallet var Tranbjerg Sogn anneks til Holme Sogn. Begge sogne hørte til Ning Herred i Aarhus Amt. Holme Sogn tilhørte Holme-Tranbjerg Kommune fra 1842 til 1970. Kommunen blev ved kommunalreformen i 1970 indlemmet i Aarhus Kommune.
Efter at Frederikskirken blev indviet i 1944, blev Skåde Sogn i 1949 udskilt fra Holme Sogn.
I Holme Sogn ligger Holme Kirke, Lyseng Kirke og frikirken Saralystkirken. De to sidstnævnte ligger over for hinanden.
I sognet findes følgende autoriserede stednavne:
- Holme (bebyggelse, ejerlav)
- Holme Bjerge (areal, bebyggelse)
- Lundshøj (bebyggelse)
- Lyseng (bebyggelse)
- Saralyst (bebyggelse)